# Première circonscription d'Omonada
La première circonscription d'Omonada est une des 177 circonscriptions législatives de l'État fédéré Oromia, elle se situe dans la Zone Jimma. Son représentant actuel est Hawa Abamecha Abafita.